# 日本丸 (初代)
日本丸（にっぽんまる、英語: Nippon Maru）は、日本の航海練習船で4檣（しょう）バーク型の大型練習帆船。
1930年（昭和5年）1月27日、兵庫県神戸市の川崎造船所で進水。その美しい姿から、「太平洋の白鳥」や「海の貴婦人」などと呼ばれていた。日本丸は約半世紀にわたり活躍し、1984年（昭和59年）に引退。航海練習船としての役割は日本丸II世が引き継いだ。姉妹船として海王丸がある。2017年（平成29年）9月に国の重要文化財に指定された。
現在、横浜市西区みなとみらいの「日本丸メモリアルパーク」内の展示ドック（旧横浜船渠第一号船渠〈ドック〉、国の重要文化財）で展示・公開されている。通常は帆は畳まれているが、職員と約100名の市民ボランティアにより、29枚全ての帆を広げる総帆展帆が年12回実施されている（なお、12月上旬から3月上旬までの間は帆が取り外されており、総帆展帆も実施されない）。また、総帆展帆の前に帆船の最高儀礼である登檣礼を行っている他、国際信号旗を飾る満船飾も実施されている。日程は毎年変更になるので、ホームページでの確認が必要となる。

## 概要
昭和初期において日本の商船教育機関には、官立商船学校が2校（東京高等商船学校と神戸高等商船学校）、公立商船学校が11校あった。このうち公立商船学校で練習船を保有していたのは5校のみで、しかも小型の木造船だったため練習船の海難事故も多かった。そのため、1925年（大正14年）から文部省内で大型練習船の建造が検討されたが、第一次世界大戦後の不況のため実現に至らなかった。
1927年（昭和2年）3月9日、福岡からマーシャル諸島に向かっていた鹿児島商船水産学校の練習船「霧島丸」が伊豆下田港への寄港後、千葉県犬吠埼沖で遭難し、実習生30名、乗組員23名の合わせて53名全員が犠牲となり社会問題となった。この事故が契機となり、1927年（昭和2年）の第54回帝国議会に2隻の帆船練習船建造費1,874,600円が計上され、解散総選挙後、1928年（昭和3年）の第55帝国議会で予算が成立した。
設計は、当時の日本に西洋式帆船の技術的な蓄積が無かったため、スコットランドのラメージ・エンド・ファーガソン、建造は神戸の川崎造船所が担当した。発注は逓信省管船局。1930年（昭和5年）1月27日に進水した第1船は「日本丸」、同年2月14日に進水した第2船は「海王丸」と名付けられた。同年3月31日には艤装を終え、文部省に引き渡された。所管は文部省航海練習所。同年にはミクロネシアのポナペ島へ初の遠洋航海を行った。
太平洋戦争下、1943年（昭和18年）に他の練習船とともに京浜地区の造船所で帆装艤装が撤去され、瀬戸内海航路の緊急物資輸送（若松港から尼崎港への石炭輸送）に従事し、一回に650トン程度の石炭を輸送した。
戦後は連合国軍最高司令官総司令部（GHQ）の管理下に置かれ、SCJAP（Shipping Control Authority for Japanese Merchant Marine）ナンバーが付され、指令に基づく航海を通して訓練航海が実施されることになった。まず帰還輸送航海（復員船）に実習生も乗り込む形で従事することになり、1945年（昭和20年）12月の上海からの帰還輸送を皮切りに、1949年（昭和24年）9月までに29航海が行われ、帰還輸送者数25,423名を輸送した。その後、1950年（昭和25年）に勃発した朝鮮戦争では米軍人や韓国人避難民の輸送の航海指示を受け、実習生を下船させた状態で特殊航海が3回行われた。
この間、1947年（昭和23年）2月に運輸省の船員教育委員会で実習方針が示され、1952年（昭和27年）6月に帆装艤装を復旧したが、この際には奇跡的に残っていた鋼製ヤード等の艤装品を復元した。
1951年（昭和26年）のサンフランシスコ講和条約後、1952年（昭和27年）4月にSCAJAP番号が廃止された。遠洋航海を再開するに当たり、1953年（昭和28年）1月から南方八島（南鳥島、サイパン島、テニアン島、グアム島など）への遺骨収集航海を閣議了解の下で実施した。
1974年（昭和49年）以降は船体の老朽化に伴い遠洋航海の規模を縮小したものの、1970年代後半に2度の大規模航海を行った。その一つが1976年（昭和51年）の「アメリカ建国200年祭（まま）」への参加（記念行事「オペレーション・セール」に参加するため、同年4月15日に日本を出帆）。もう一つが1978年（昭和53年）のカナダ・キャプテンクック 200年祭（太平洋横断最終航海）への参加である。
1983年（昭和58年）10月23日の大阪帆船まつりでホストシップを務め有終の美を飾った。
1984年（昭和59年）9月16日に日本丸II世と交代し、翌9月17日に船籍港を横浜に移した。退役までに約183万kmを航海し、約11,500名の実習生を育てた。海洋練習船としての役割は後継の日本丸II世（現：日本丸）が受け継いだ。1985年（昭和60年）から横浜市の所有となり、同市西区みなとみらいの「日本丸メモリアルパーク」内の展示ドックで展示・公開が開始された。1998年（平成10年）に大規模な修繕を受けているが、以後は大掛かりな修繕は受けておらず老朽化が問題となっていた。2017年（平成29年）には国の重要文化財にも指定されたが、今後も末永く保存活用するため2018年（平成30年）度より2年間、大規模修繕が行われた。その際には20年ぶりにドックの水抜きも行われ、2019年（平成31年）1月に見学会も実施された。
日本丸展示ドックに係留保存された後も、船舶安全法に基づく定期検査を毎年受検しており、平水区域を航行区域とする船舶として船舶検査証明書が交付されている。

## 諸元
以下は「練習船計画要項及附帯事項」等の記載に基づく。
|              | 建造時      | 用途廃止時  |
| ------------ | ----------- | ----------- |
| 総トン数     | 2,283 頓 98 | 2257.72トン |
| 排水トン数   | 4,043 頓    | 4043.00トン |
| 全長         | 318 ft 41   | 97.05m      |
| 垂線間長     | 260 ft 00   | 79.25m      |
| 幅           | 42 ft 50    | 12.95m      |
| 深さ         | 25 ft 75    | 7.85m       |
| 帆装         | 4檣バーク型 | 4檣バーク型 |
| 機関         | ディーゼル  | ディーゼル  |
| 出力         | 600×2HP     | 600×2HP     |
| 速力（機走） | 11節4       | 10.0ノット  |
| 定員         | 186名       | 196名       |

## ギャラリー

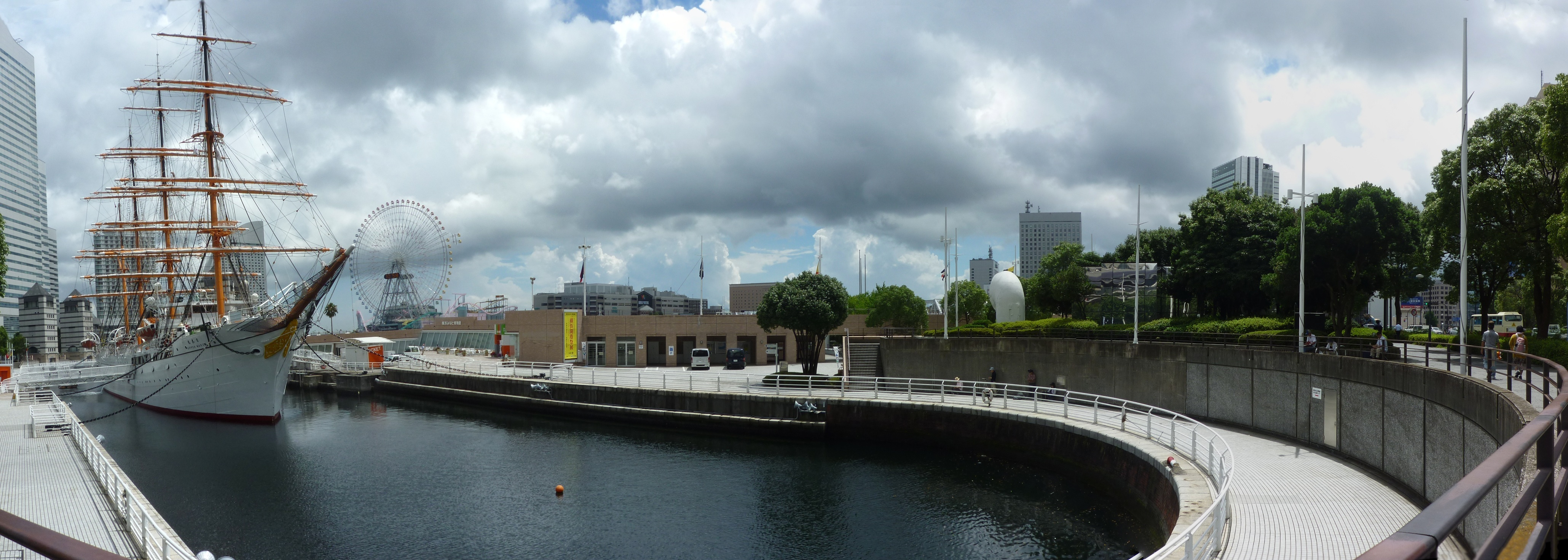
日本丸のパノラマ（2009年）
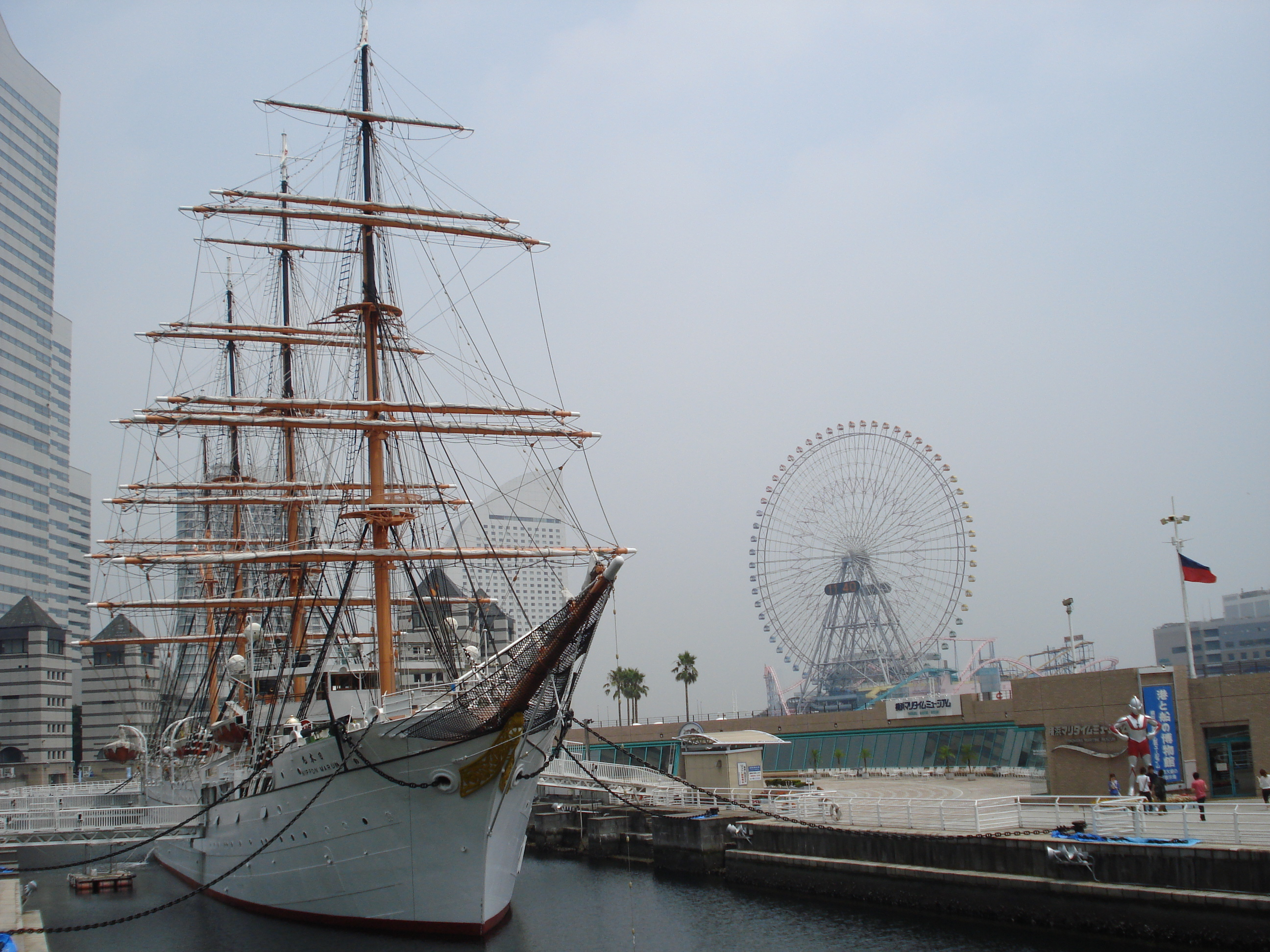
日本丸 （2008年）
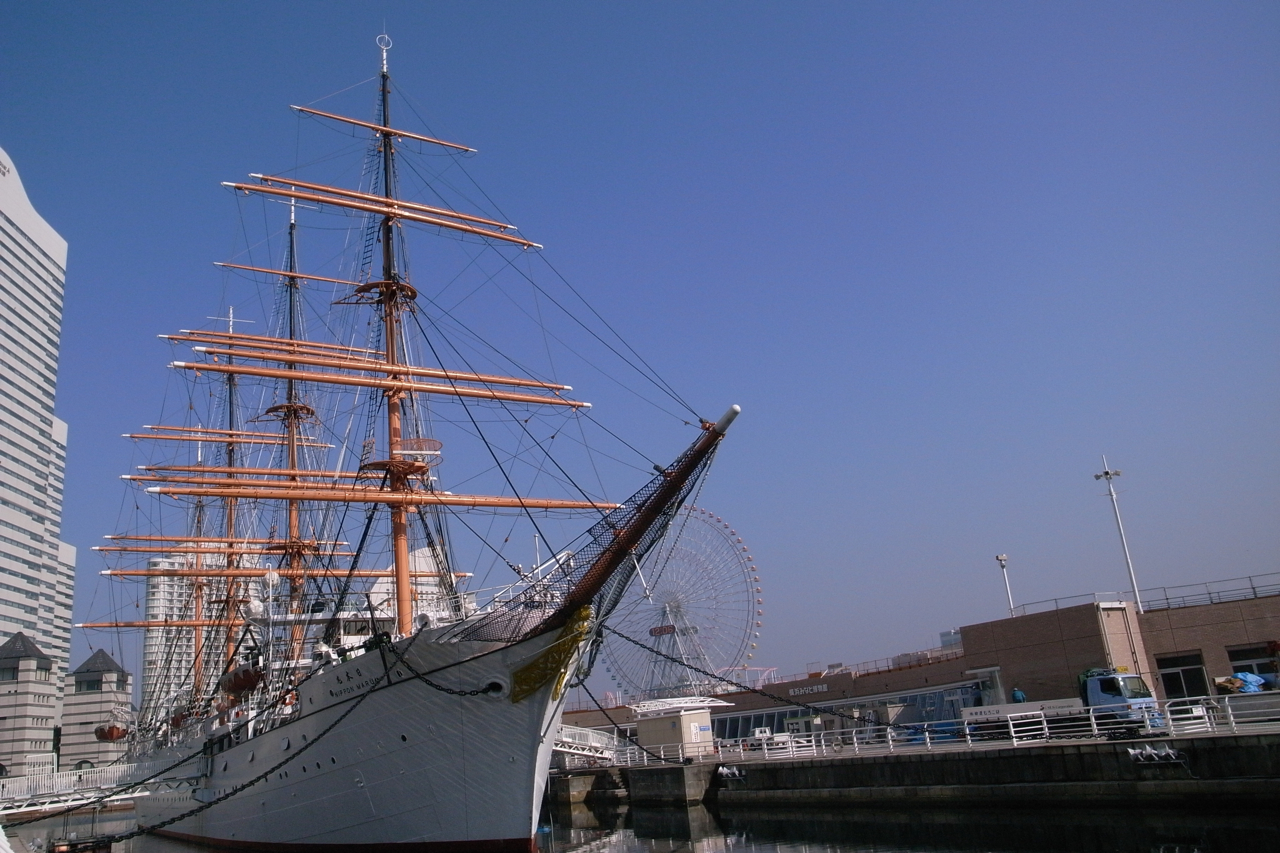
日本丸（2009年）
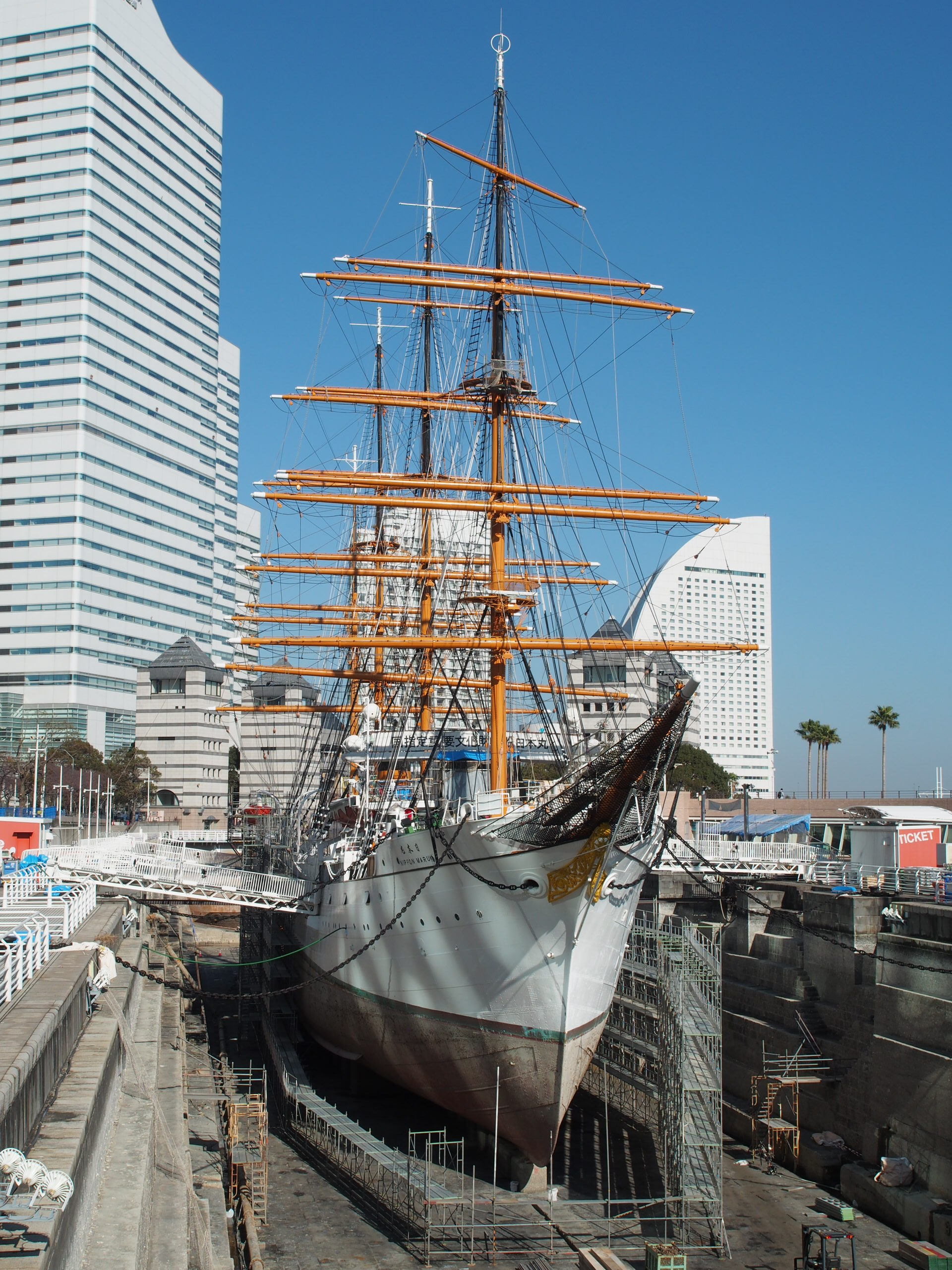
大規模修繕中の日本丸（2019年）